# Forward Madison
Der Forward Madison FC ist ein US-amerikanisches Fußball-Franchise der USL League One aus Madison, Wisconsin.
Der Forward Madison FC wird ab der Saison 2019 seinen Spielbetrieb in der neugegründeten USL League One, der dritthöchsten Liga in den USA, aufnehmen.

## Geschichte
Im Januar 2018 wurde bekannt, dass das Unternehmen Big Top Events, welches bereits Eigentümer des Amateur-Baseballteams Madison Mallards ist, die Einführung eines Fußball-Franchise für 2019 plant. Nach einer Einigung mit der Stadt Madison über die weitere Nutzung des Breese Stevens Fields und einer Möglichkeit zum Ausbau bzw. Renovierung der Anlage, erhielt Madison offiziell am 17. Mai 2018 die Zusage zur Teilnahme an der USL League One, damals noch als USL Division III bezeichnet.
Kurze Zeit später wurde Peter Wilt als erster General Manager vorgestellt. Erster Trainer von Forward Madison wurde Daryl Shore.
Am 18. November 2018 wurde der Teamname Forward Madison FC veröffentlicht. Dieser wurde zuvor mittels Online-Abstimmung ermittelt.

## Stadion
- Breese Stevens Field; Madison, Wisconsin (seit 2019)

## Statistik

### Saisonstatistik
| Jahr | Ligenstufe | Liga           | Reg. Season | Playoffs | U.S. Open Cup | Zuschauerschnitt |
| ---- | ---------- | -------------- | ----------- | -------- | ------------- | ---------------- |
| 2019 | 3          | USL League One |             |          |               |                  |